# Мускатный плодоядный голубь
Мускатный плодоядный голубь (лат. Ducula aenea) — вид вптиц семейства голубиных.

## Описание
Мускатный плодоядный голубь достигает длины от 38 до 45 см и весит от 450 до 545 г. Голова плоская и вытянутая. Половой диморфизм выражен незначительно. Самки отличаются от самцов менее интенсивным переливом оперения.
Голова, шея и нижняя сторона тела голубя от светло-серого до светло-серо-розового цвета. Спина и кроющие крыльев зелёные с бронзовым отливом. Подхвостье тёмно-коричневое. Клюв голубовато-серый, радужины и окологлазное кольцо красные.

## Распространение
Мускатный плодоядный голубь обитает в Индии, Таиланде, Камбодже, Лаосе, Вьетнаме, Бирме, на Андаманских, Никобарских островах и на различных индонезийских и филиппинских островах, таких как Ява, Флорес, Пантар, Алор, архипелаг Сулу, Палаван, Думаран, Балабак, Сулавеси, Сула, Энгано и острова Талауд. Птица предпочитает вечнозелёные низменные леса, а также опушки леса и мангровые болота.

## Образ жизни
Как большинство плодоядных голубей мускатный плодоядный голубь селится преимущественно на деревьях. Он питается различными плодами и ягодами, такими крупными, как дикий инжир или дикие мускатные орехи. Гнездо строится бегло и состоит из нескольких веточек. Токование голубя напоминает токование вяхиря. Самец взлетает с ветки и, сильно взмахивая крыльями, взвивается сначала вверх, а затем снова возвращается к исходной точке. В кладке одно яйцо. Период высиживания составляет 18 дней. Птенцы покидают гнездо в возрасте примерно 20 дней. 